# Station Huddinge
Huddinge is een station van het stadsgewestelijk spoorwegnet van Stockholm in de wijk Sjödalen-Fullersta van de gemeente Huddinge.

## Geschiedenis
Station Huddinge werd geopend in 1860 tegelijk met spoorlijn Stockholm S. - Södertälje die later opging in de westelijke hoofdlijn. Het werd gebouwd op initiatief van Pehr Pettersson, toenmalig eigenaar van de boerdeij Fullersta. Hij was een ondernemende boer en goed zakenman en stelde land beschikbaar aan de Statens Järnvägar onder de voorwaarde dat er bij zijn boerderij een station zou komen. 
Aavankelijk had het station de ongebruikelijke perronindeling met ten opzichte van het stationsgebouw verschoven perrons voor de verschillende richtingen. Het perron voor treinen in noordelijke richting lag ten noorden van de Fulersta Parkväg en strekte tot de kerk van Huddinge. Het perron voor treinen naar het zuiden lag waar sinds 1986 het eilandperron ligt. In 1986 werd het station herbouwd naar het ontwerp van een standaard voorstadsstation met een eilandperron met een stationsgebouw aan de kant van de voetgangerstunnel onder het spoor. Toen werd ook het oude stationsgebouw gesloopt.
Aanvankelijk werden nog treinkaartjes voor SJ verkocht, maar dat eindigde met de opening van het langeafstandstreinstation Stockholm Syd/Flemingsberg in 1987. Sindsdien wordt Huddinge alleen bediend door de pendeltåg.

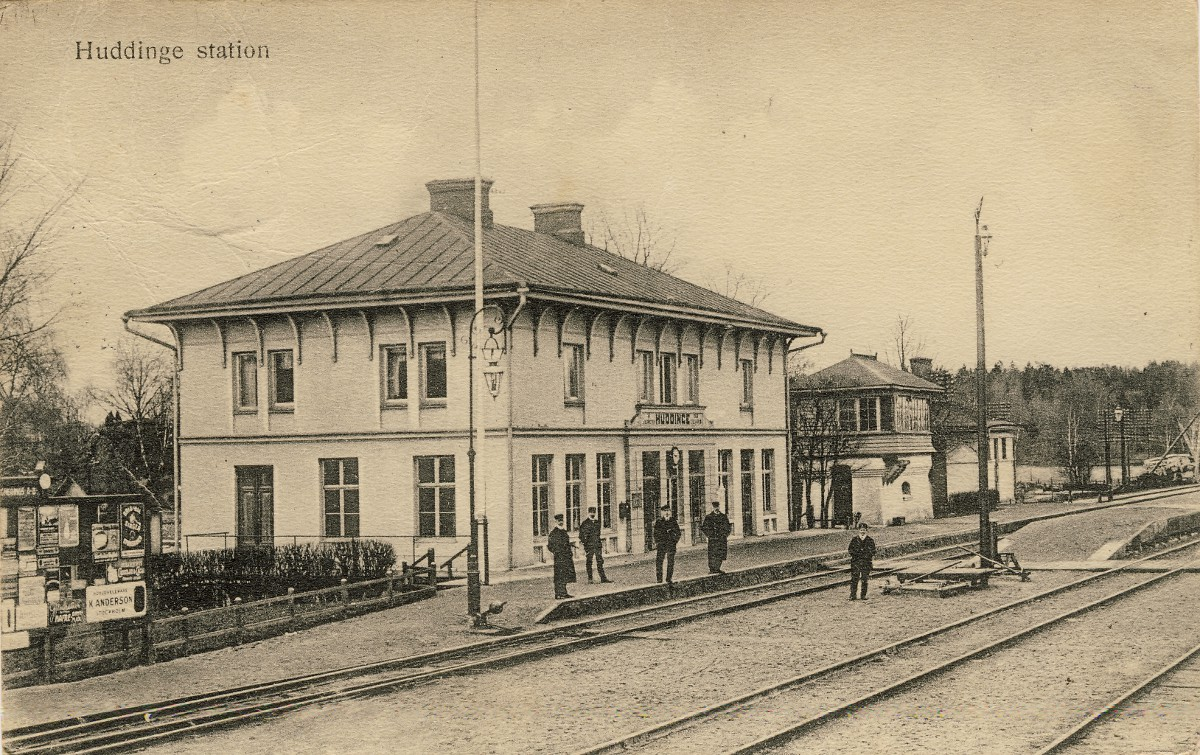
Het station in 1917.
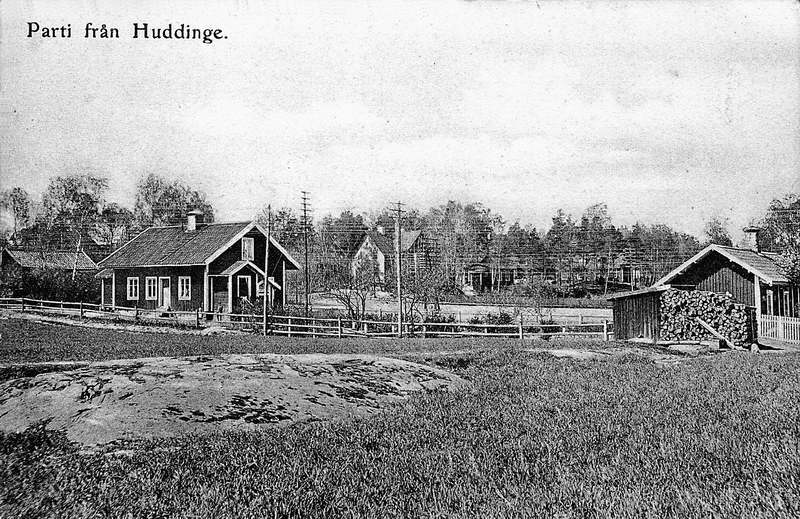
Baanwachtershuis bij Huddunge.
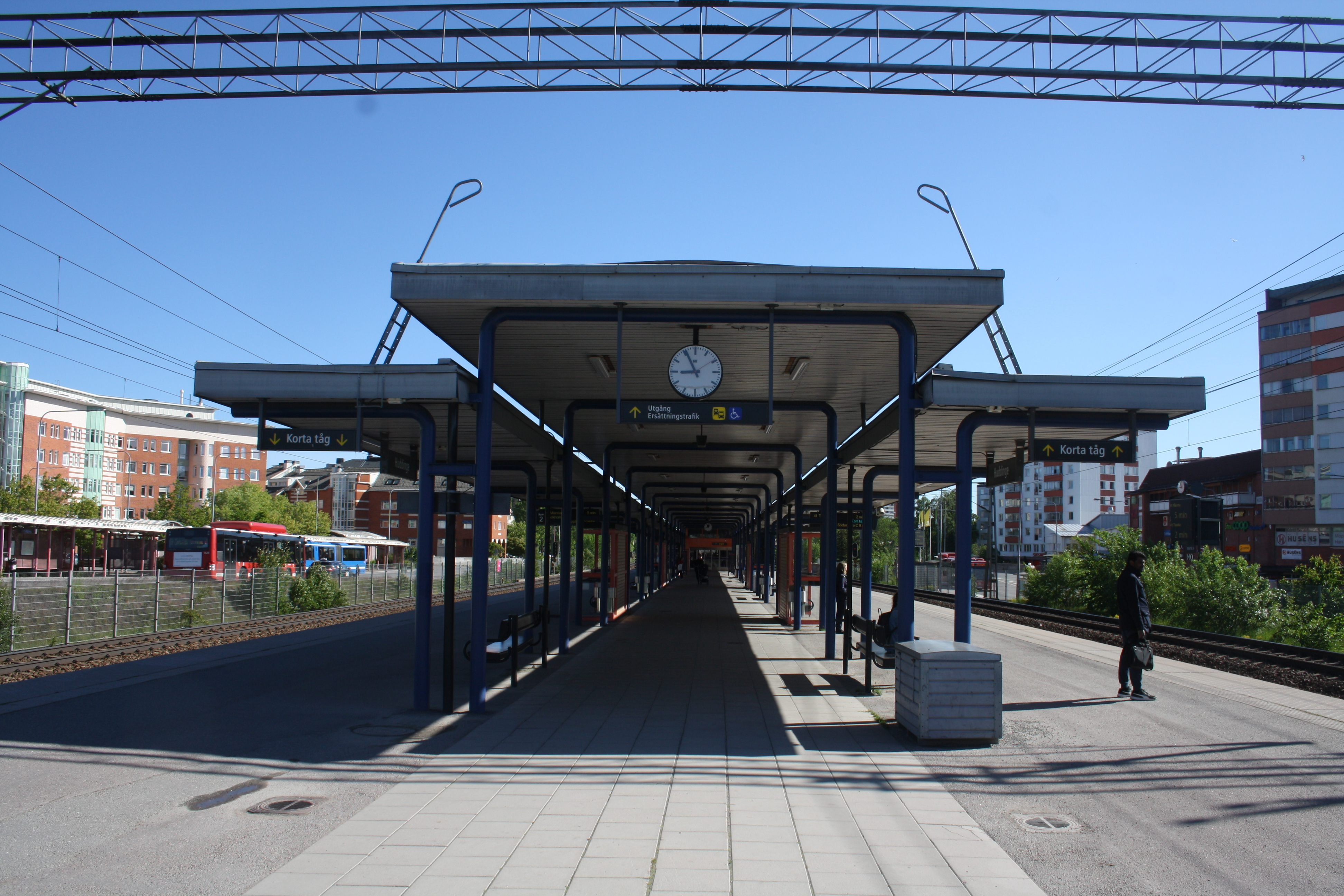
Het perron gezien uit het zuiden.

## Ligging en inrichting
Het station ligt midden tussen de sporen van het viersporige traject tussen Stockholm S. en Flemingsberg, de reistijd naar Stockholm City bedraagt 15 minuten. De forensentreinen richting Södertälje volgen ten zuiden van Flemingsberg het tracé van de westelijke hoofdlijn uit 1860, het overige treinverkeer gebruikt daar de Grödingebanan. De sporen 2 en 3 liggen langs het eilandperron terwijl de reizigerstreinen en goederentreinen passeren het station op spoor 1 en 4.
Het stationsgebouw staat tussen de sporen aan het noordeinde van het eilandperron en is toegankelijk uit een onderdoorgang die het busstation (Huddinge station) en het centrum van Huddinge met elkaar verbindt. De toegang tot het station is in de onderdoorgang opgesierd door het kunstwerk Du har tid! - Snäckfossil med stjärnsystem (Je hebt tijd, Schelpfossielen met sterrenstelsels) uit 1986, van de hand van Nils G. Stenqvist.

## Chronologie
- 1903: Dubbelspoor ten zuiden van Huddinge tot Rönninge.
- 1908: Dubbelspoor ten noorden van Huddinge tot station Älvsjö.
- 1926: Elektrificatie
- 1967: Overname van de voorstadsdiensten door SL
- 1987: Viersporen Stuvsta-Huddinge
- 1988: Viersporen Huddinge-Flemingsberg

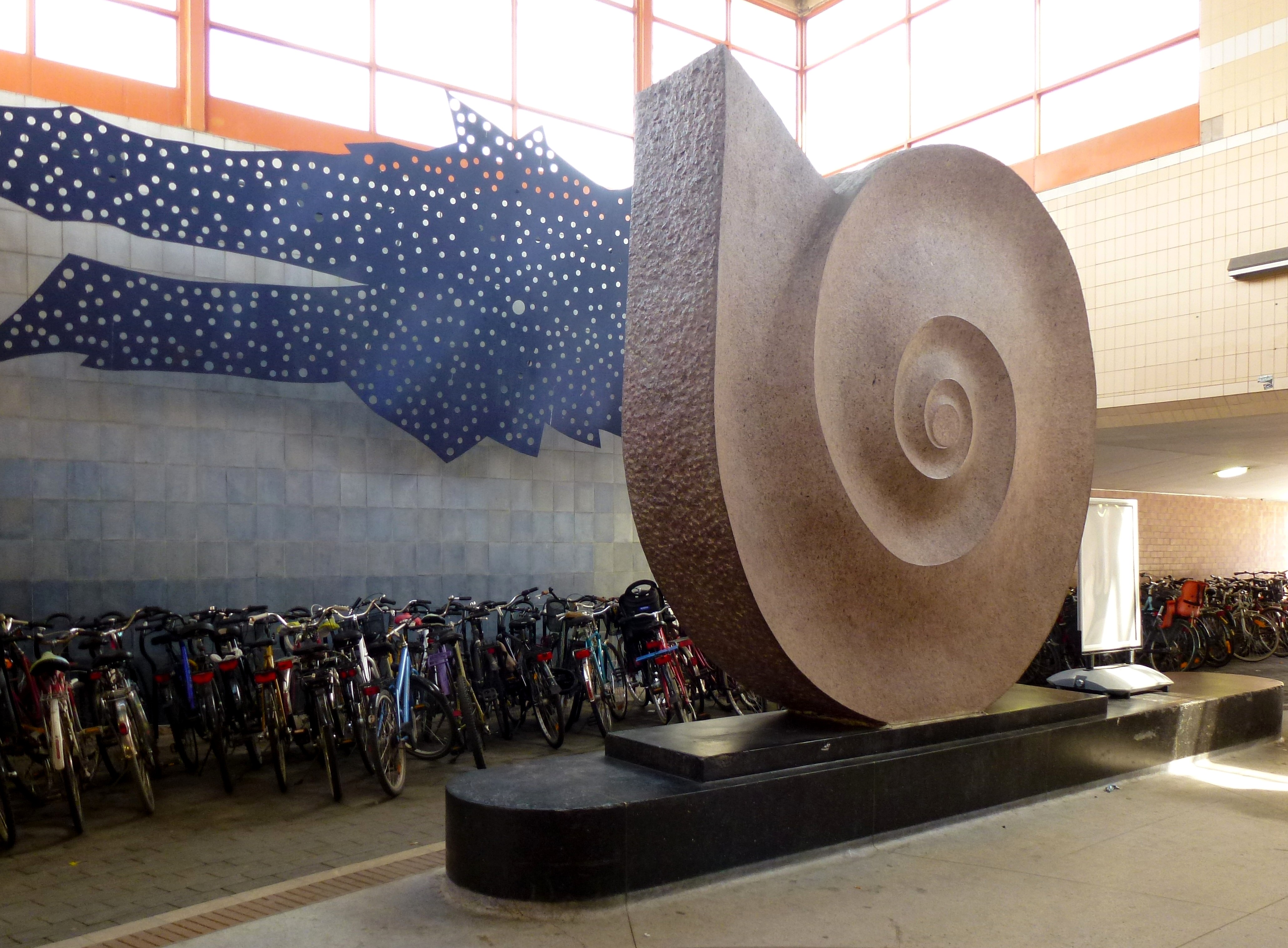
Het kunstwerk van Stenqvist.
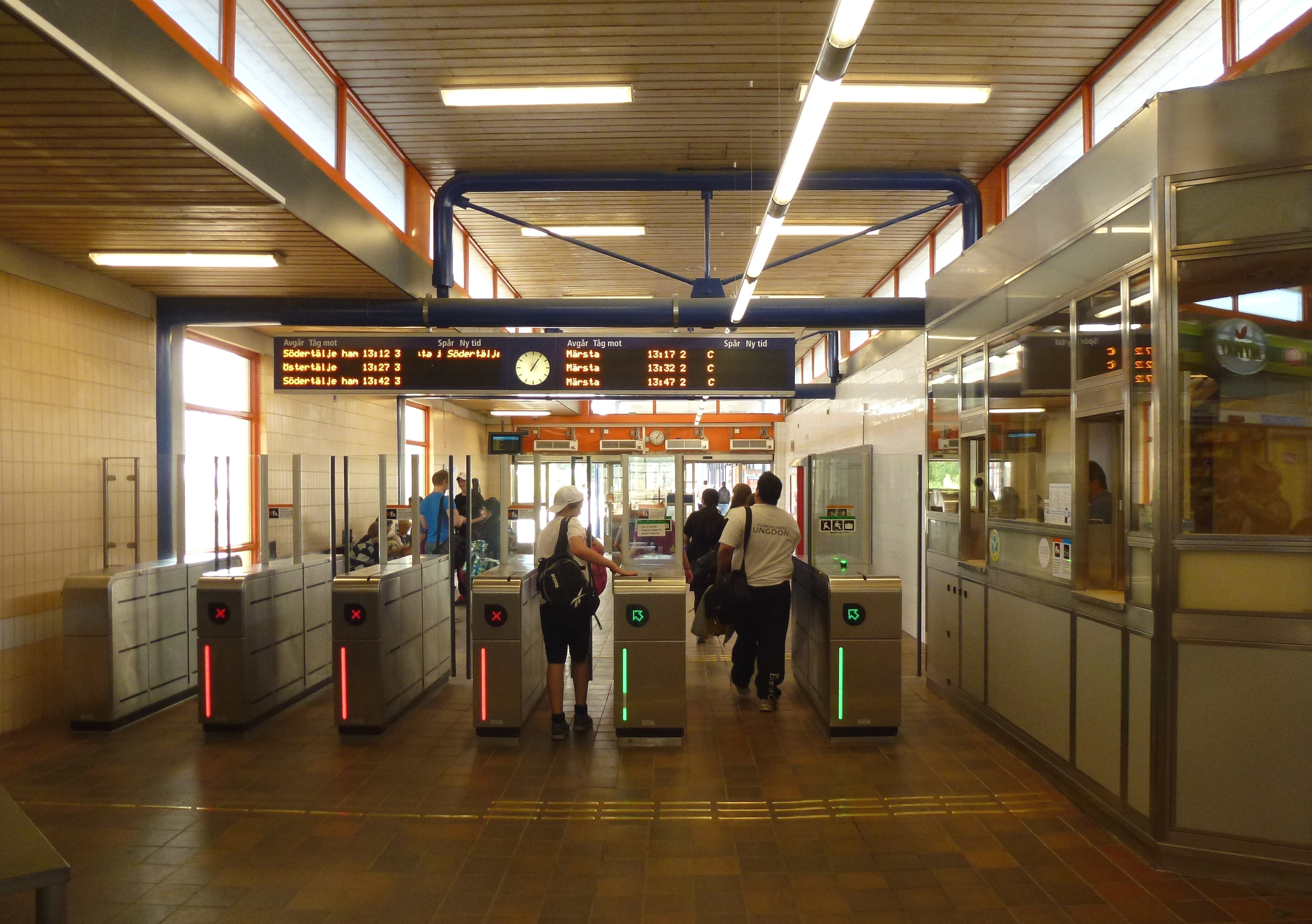
Interieur van de stationshal.
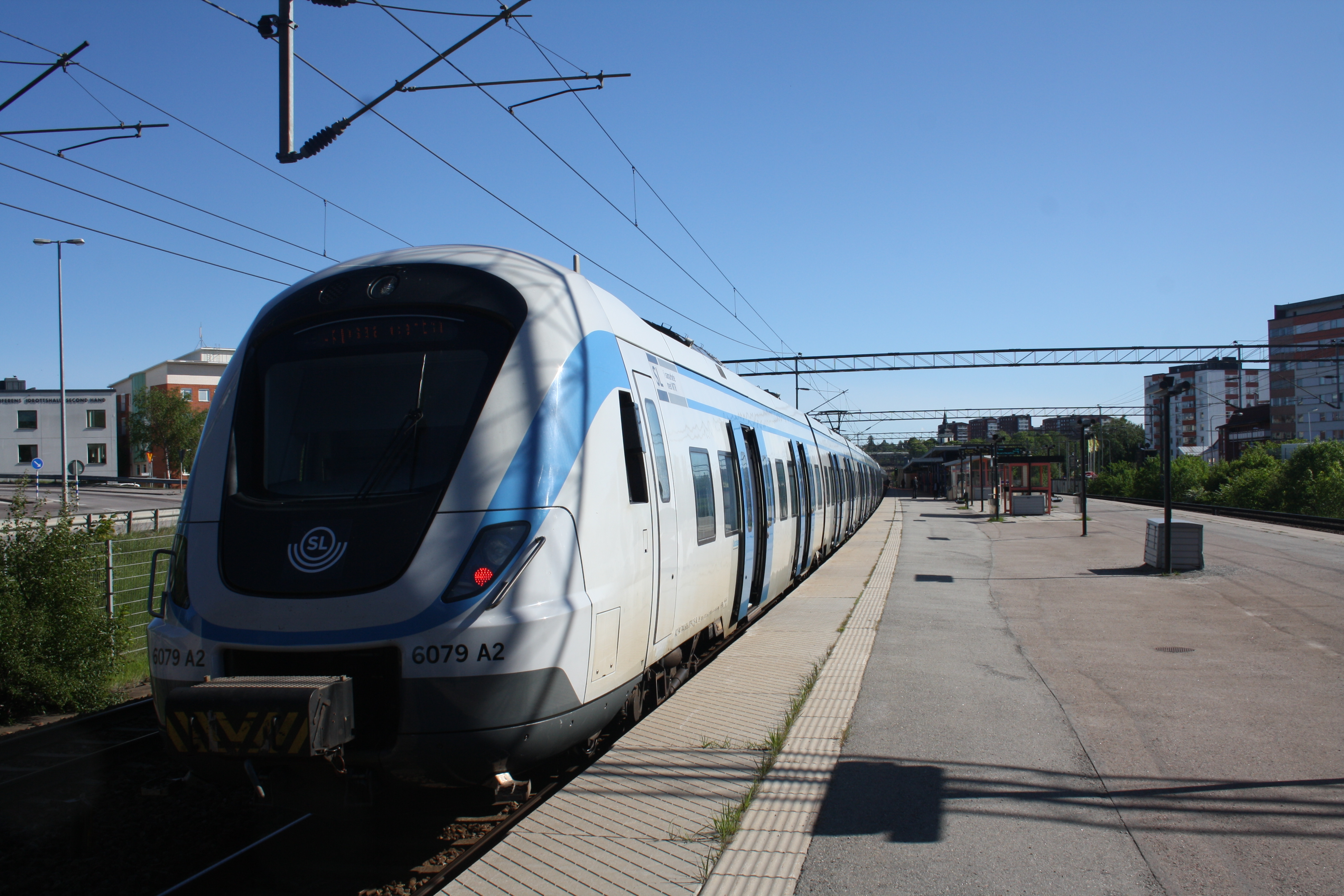
De pendeltåg naar het noorden langs het perron.

## Het station in de Zweedse film
Zes jaar voordat het oude stationsgebouw werd gesloopt, was het decor voor scènes uit een speelfilm die er werden opgenomen. De politieke actiethriller Mannen som blev miljonär uit 1980, met de acteurs Gösta Ekman, Björn Gustafson, Allan Edwall en Brasse Brännström kent zowel binnen als buiten opnames waarmee het station voortleeft in de film. In de film vindt de grote 'eindstrijd' tussen de personages van Edwall en Brännström precies plaats op station Huddinge, het personage gespeeld door Ekman zou  met de forensentrein vanuit Stockholm naar Huddinge moeten komen, maar kan door een astma-aanval niet uit de trein stappen als deze in Huddinge stopt.
De film werd uitgebracht als een huurfilm op VHS en werd uitgezonden in de vroege jaren 1990, maar was lange tijd niet beschikbaar vanwege onenigheid over de rechten. In 2017 waren in ieder geval de rechten voor de dvd-release geregeld, zodat het kon worden opgenomen in een dvd-box, Gösta's zeldzaamheden, samen met vijf andere voorheen moeilijk verkrijgbare films met Ekman. 